# Frédéric d'Anhalt-Harzgerode
Frédéric d'Anhalt-Harzgerode (né le 16 novembre 1613, Ensdorf en Bavière - mort le 30 juin 1670, Plötzkau), fut un prince de la maison d'Ascanie et le premier souverain de la principauté d'Anhalt-Harzgerode lignée cadette de l'Anhalt-Bernbourg.

## Biographie
Frédéric est le 4e fils, mais le troisième survivant de Christian Ier d'Anhalt-Bernbourg, et de son épouse Anne, fille du comte Arnold III de Bentheim-Steinfurt-Tecklenburg-Limburg. En fait il est le plus jeune fils de ses parents qui atteint l'âge adulte : son frère cadet, Frédéric Louis, né en 1619, meurt en enfance.
À la mort de son père en 1630 Frédéric et son frère Ernest sont exclus du gouvernement de la principauté d'Anhalt-Bernbourg par leur frère aîné Christian II. Ernest meurt deux ans plus tard célibataire et sans enfant. Ce n'est qu'en 1635 que Christian II conclut un traité de partage de la principauté avec Frédéric son seul frère survivant qui reçoit Harzgerode.
Frédéric règne paisiblement sur sa petite principauté pendant les trente années suivantes jusqu'en 1665, quand
l'extinction de la lignée d'Anhalt-Plötzkau modifie le partage original de l'Anhalt entre les principautés. Plötzkau retourne à la principauté d'Anhalt-Bernbourg, dont elle avait été détachée à l'origine afin de créer une nouvelle entité; Christian II accorde ce domaine à Frédéric, qui s'y transfère jusqu'à son décès cinq ans plus tard..
De 1660 jusqu'en 1668, Frédéric devient l'héritier présomptif de la principauté d'Anhalt-Bernbourg, juste après son neveu Victor-Amédée.

## Union et postérité
À Bückeburg le 10 août 1642 Frédéric épouse Jeanne-Élisabeth de Nassau-Hadamar (née à Dillenburg, le 7 janvier 1619 - morte à Harzgerode le 2 mars 1647), fille du prince Jean-Louis de Nassau-Hadamar. Ils ont trois enfants:
- Guillaume-Louis d'Anhalt-Harzgerode ;
- Anne Ursule (née à Harzgerode, 24 juin 1645 - morte à Harzgerode, 25 février 1647).
- Élisabeth-Charlotte d'Anhalt-Harzgerode (née à Harzgerode, 11 février 1647 - morte à Osterholm, 20 janvier 1723), épouse le 25 août 1663 Guillaume-Louis d'Anhalt-Köthen puis en secondes noces le 6 octobre 1666 à Auguste de Schleswig-Holstein-Sonderbourg-Plön-Norbourg.

À Harzgerode le 26 mai 1657 Frédéric contracte une seconde union avec Anne Catharine (née à Brake, 31 juillet 1612 - morte à Harzgerode, 15 octobre 1659), fille du comte Simon VII de Lippe. Ce mariage demeure sans enfant.